# 백두산 (영화)
《백두산》은 2019년에 개봉한 대한민국의 액션 영화이다.

## 캐스팅
- 이병헌 : 리준평 역 - 이중첩자
- 하정우  : 조인창 역 - 전역을 앞둔 현직 군인.
- 마동석  : 강봉래 역 - 과학자.
- 전혜진  : 전유경 역 - 청와대 민정수석비서.
- 수지  : 최지영 역 - 조인창의 아내.
- 이상원 : 박태식 역
- 옥자연 : 민 중사 역
- 한수현 : 김 상사 역
- 강신철 : 한 중위 역
- 김훈만 : 이석철 특파원 역
- 김연교 : 보조 간호사 역
- 최광일 : 대통령 역
- 정윤하 : 한국 통역관 역
- 이경영 : 최 장군 역
- 조한철 : 대령 역
- 전도연 : 리준평의 아내. (특별출연)
- 김시아 : 순옥 역 - 리준평의 딸.
- 임형국 : 첸 역
- Michael Ray : 미 장성 역
- Robert Cutis Browner : 미군 대사 역
- 손영순
- 남상지 : 간호사 역
- 서문호 : 강남역 오타쿠 / 서울 시민 / 봉래 스탠드인 역
- 노종면 : YTN 뉴스 앵커 역 (특별출연)

## 참고 사항
- 하정우, 마동석,이경영은 《군도: 민란의 시대》이후 4년만에 재회하여 캐스팅 되었다.

## 수상 경력
- 2020년 제56회 대종상영화제 남우주연상 (이병헌), 기술상(진종현[시각효과])
- 2020년 제40회 한국영화평론가협회상 영평 10선
- 2021년 제41회 청룡영화상 기술상(진종현[시각효과]), 한국영화최다관객상

## 같이 보기
- 2019년 대한민국의 영화 목록
- 백두산